# 陳芊羽
 陳沐青（1994年04月21日—），本名陳芊羽，臺灣女演員、女Youtuber。2020年6月，加入「鬧著玩娛樂」擔任Youtube頻道女主持人。

## 影視作品

### 網路劇
| 年份   | 播出頻道    | 劇名         | 飾演 |
| 2020年 | ETtoday播吧 | 《同居世代》 | 芊羽 |

### 電視劇
| 年份       | 播出頻道   | 劇名               | 飾演   |
| 陳芊羽時期 |            |                    |        |
| 2014年     | 大愛電視   | 《愛·逆轉》        | 小鈴   |
| 2015年     | 大愛電視   | 《不能沒有妳》     | 小芸   |
| 2016年     | 民視       | 《我的老師叫小賀》 | 賀一美 |
| 2017年     | 民視       | 《實習醫師鬥格》   | 余芬芯 |
| 2018年     | 台視       | 《艾蜜麗的五件事》 | 小P    |
| 陳沐青時期 |            |                    |        |
| 2021年     | 三立都會台 | 《戀愛是科學》     | 羅雲熙 |
| 2022年     | 衛視中文台 | 《我和我的鋼四壁》 | 宋美玉 |

### 主持節目
| 年份          | 平台    | 節目       | 備註                                                        |
| 2020年-2025年 | YouTube | 《鬧著玩》 | 2020年6月8日的影片中正式加入主持群，2025年6月25離開鬧著玩。 |

### 音樂錄影帶(MV)
- 2014年：品冠《愛情那麼傻》
- 2014年：關喆《重度寂寞》

## 參與節目
| 頻道       | 節目名         |
| 民視       | 綜藝大集合     |
| 民視       | 民視第一發發發 |
| 公視       | 全家有智慧     |
| 公視台語台 | HiHi導覽先生   |

## 微電影
- 說不出的那句話.

## 廣告
- 台新銀行-玫瑰卡
- 台灣房屋
- 樂事-日光鹽選 告白語音包
- 家樂福-幸福尾牙季 年一起更幸福
- 家樂福-191日本週 綜藝節目篇
- New Balance-Running 盡管去跑篇

## 外部連結
- 陳芊羽的Facebook專頁
- 陳芊羽的Instagram帳戶
- YouTube上的Hello Furby陳沐青頻道